# 卡薩萊山

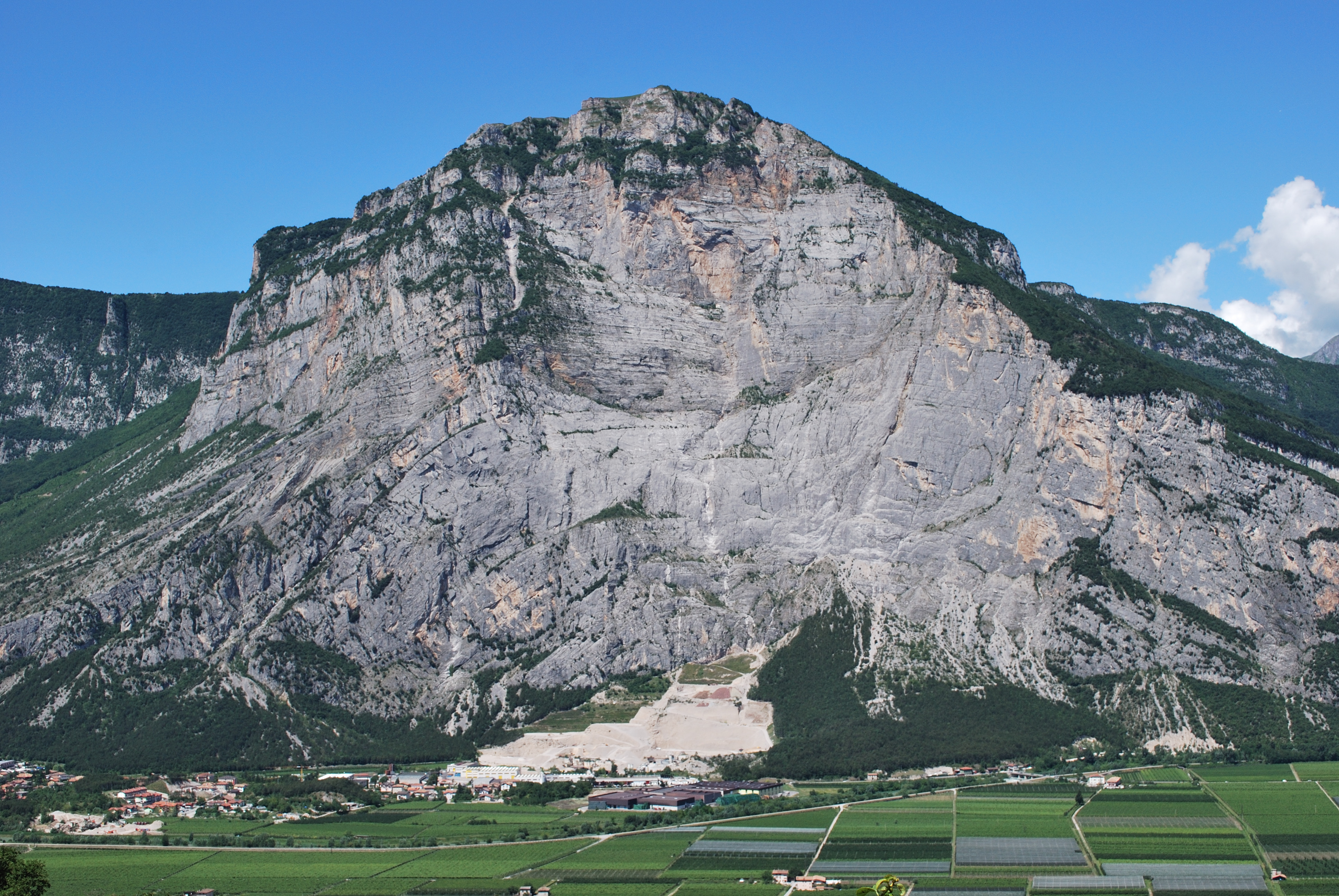

卡薩萊山（義大利語：Monte Casale），x是意大利的山峰，位於該國東北部，由特倫托自治省負責管轄，屬於加達山脈的一部分，海拔高度1,632米，每年平均降雨量1,592毫米。